# Маханёв, Максим Игнатьевич
Максим Игнатьевич Маханёв (1918—1987) — лейтенант Советской Армии, участник Великой Отечественной войны, Герой Советского Союза (1943).

## Биография
Максим Маханёв родился 20 января 1918 года в посёлке Пристень (ныне — Курская область). После окончания семи классов школы работал в колхозе. В 1938 году Маханёв был призван на службу в Рабоче-крестьянскую Красную Армию. Участвовал в боях на Халхин-Голе. С июля 1941 года — на фронтах Великой Отечественной войны.
К осени 1943 года старший сержант Максим Маханёв был помощником командира взвода 705-го стрелкового полка 121-й стрелковой дивизии 30-го стрелкового корпуса 60-й армии Центрального фронта. Отличился во время битвы за Днепр. В составе своего взвода Маханёв два раза успешно переправлялся через Днепр в районе села Ясногородка и пристани Глебовка, после чего принимал активное участие в захвате плацдармов на западном берегу реки. Только в одном из боёв взвод Маханёва захватил три дома, уничтожив 13 и взяв в плен ещё 2 вражеских солдата.
Указом Президиума Верховного Совета СССР от 17 октября 1943 года, за «проявленную самоотверженность, инициативу и упорство в боях, за умелое командование взводом и за обеспечение выполнения боевого приказа в трудных условиях при форсировании реки Днепр и захвате плацдарма на правом берегу» старший сержант Максим Маханёв был удостоен высокого звания Героя Советского Союза с вручением ордена Ленина и медали «Золотая Звезда» за номером 2793.
В 1945 году Маханёв окончил Саратовское танковое училище. В 1946 году в звании лейтенанта он был уволен в запас. Проживал и работал в городе Никополь Днепропетровской области Украинской ССР. Скончался 22 июня 1987 года, похоронен в Никополе.
Был также награждён орденом Красного Знамени и рядом медалей.